# Мажар Алансон
Махмут Мажар Алансон (тур. Mahmut Mazhar Alanson; 13 лютого 1950, Анкара, Туреччина) — турецький музикант, гітарист, актор, член популярного турецького гурту естрадної музики MFÖ. 

## Життєпис

### Раннє життя
Він народився 13 лютого 1950 року в сім'ї музикантів в Анкарі, Туреччина, де його батько був головним трубачем Державного філармонічного оркестру. Після смерті батька продовжив середню шкільну освіту в Стамбулі в Коледжі Кадикьо Мааріфа. Після закінчення середньої школи він відвідував Державну консерваторію в Анкарі та отримав диплом за виконавське мистецтво, зокрема (театр). 

### Кар'єра

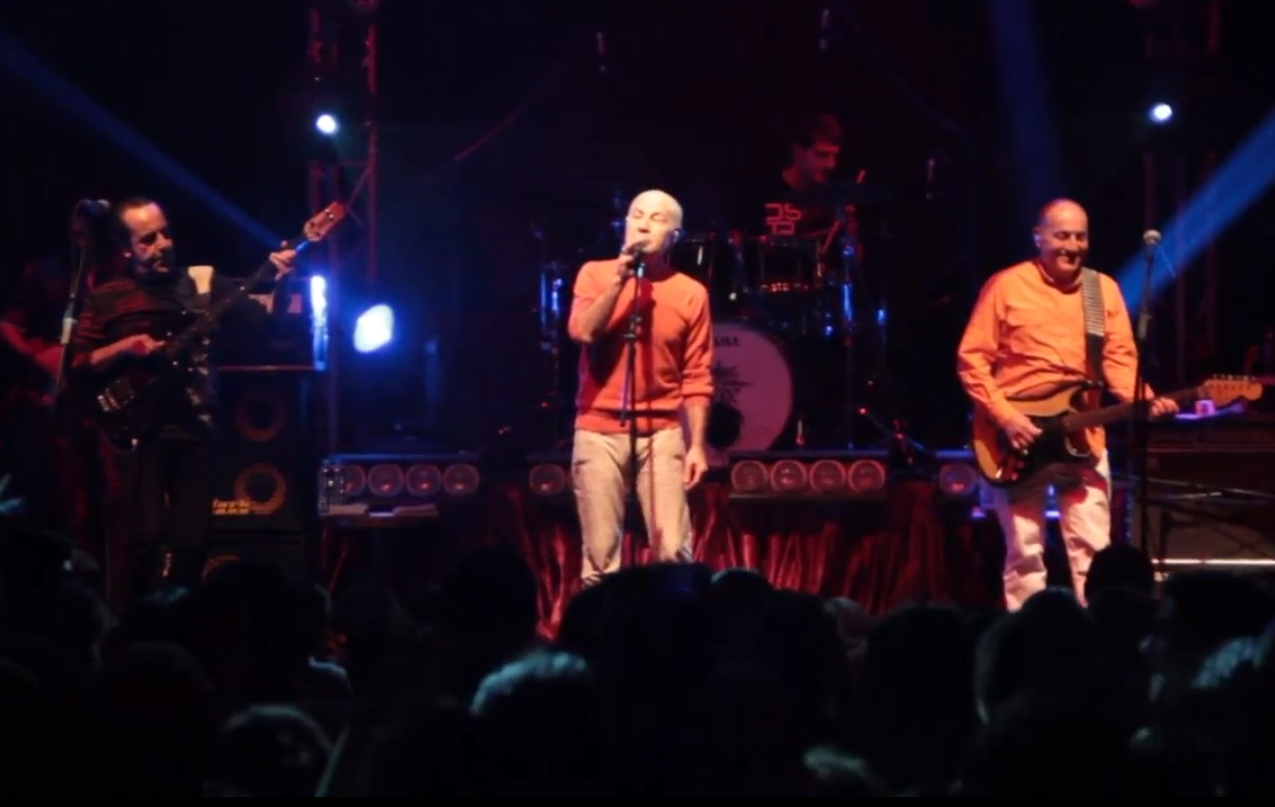
Алансон (середній) на концерті MFÖ у 2012 році

Він почав грати на гітарі ще в середні шкільні роки. У 1966 році Мажар разом з Фуат Гунер і Sadik Kuyas сформували групу Kaygısızlar («Безтурботний»). Вони грали музику «Бітлз», «Кросбі», «Стілс енд Нэш» та «Ролінг Стоунз», а також співпрацювали з відомим турецьким естрадним співаком Баришем Манчо. Пізніше Оскан Угур приєднався до групи, і в 1972 році тріо було перейменовано в MFÖ, за ініціалами імен членів колективу. Поки Озкан відбував свій військовий обов’язок, Мажар і Фуат випустили свій перший альбом Türküz Türkü Çığırırız («Ми турецькі, ми будемо співати Тюркю»). Пісня альбому Güllerin İçinden («З-поміж троянд») принесла колективу славу в широкої аудиторії. У 1974 році до складу гурту приєдналися Галіп Борансу та Айхан Січімоглу, і квінтет отримав назву Іпуку Беслісі («Квінтет Клю»). Однак гурт через короткий час розпався, і група MFÖ знову продовжувала грати як тріо. 
У період з 1972 по 1982 рік Мажар Алансон був актором Державного театру в Анкарі, виконуючи ряд головних ролей у театральних п’єсах. 
MFÖ представляв Туреччину на пісенному конкурсі Євробачення двічі, у 1985 році разом з Didai Didai Dai (14 місце) і в 1988 році з Суфі (15 місце), написані та виконані власноруч. 
Крім гуртових, Мажар Алансон випустив два сольні альбоми: Herşey Çok Güzel Olacak (1999) та Türk Lokumuyla Tatlı Rüyalar (2002). 
Альбом «Türk Lokumuyla Tatlı Rüyalar» (2002) був написаний у США, коли Мажар Алансон перебував за кордоном. 
Мажар Алансон є колишнім членом журі найбільш популярного телешоу Туреччини O Ses Türkiye (турецька версія The Voice). 

#### Написання пісень
До МФО він переважно складав народний рок. Мажар Алансон написав майже всі пісні MFÖ, серед яких «Bu Sabah Yağmur Var İstanbul'da», «Güllerin İçinden», «Bodrum», "Peki Peki Anladık», «Gözyaşlarımızı Bitti mi Sandın», «Sen ve Ben» та "Сарі Лалелер». Предмети суфізму привертають увагу в його піснях, таких як «Buselik Makamına», «Uç Oldum», «Adımız Miskindir Bizim" та «Yandım». 

#### Актор
Мажар Алансон грав у кількох телерекламах та деяких фільмах. У фільмі Arkadaşım Seytan (Демон, мій друг), режисер Атиф Їлмаз, він грав роль Мефістофеля. Мажар Алансон також написав партитуру фільму. У своєму другому фільмі Її şey Çok Güzel Olacak («Все буде добре») режисера Омер Варг, Мажар Алансон розділяє головні ролі з Джем Їлмаз і Сейда Дувенсі. Фільм, до якого він також написав партитуру, став фільмом з найвищою вартістю 1998 року. У 2002 році він знову поділився головною роллю з Джем Їлмаз у фільмі Yıldızlı Pekiyi ("A +" ( літерний клас у школі)). Того ж року він зіграв у телесеріалі «Екірдек Ейле» («Ядерна родина»), який був вироблений для Kanal D. У 2006 році він з'явився у фільмі "Хемамбаз" Джема Їлмаза ("Чарівник").

## Особисте життя
Мажар Алансон одружився з Хейл Алансон у 1972 році. У пари було двоє дітей та розлучилися у 2003 році. Мажар вдруге одружився з Біріцік Суден, модельєром. 

## Дискографія

### Сольні альбоми
- Türk Lokumuyla Tatlı Rüyalar (2002)
- Язан Ашик (2019)

### Інші альбоми
- Її Şe Çok Güzel Olacak (1997) - саундтрек до фільму Her Here Çok Güzel Olacak
- Söz Müzik Mazhar Alanson (2010) - опублікований разом із книгою Мажара Ольмака

### Як запрошений художник
- Оригінальний саундтрек Komser 2001ekspir (2001) - Ömer Özgür ("Bir Sonsuz Yağmur Yağsa")
- Nil Kıyısında (2009) - Nil Karaibrahimgil ("Іла")
- Altüst (2014) - Афіна ("Adımız Miskindir Bizim")

## Фільмографія

### Фільм
- Аркадахім Шейтан (1988)
- Її Şe Çok Güzel Olacak (1998)
- Хоккабаз (2006)
- Кірпі (2008)
- Pek Yakında (2014, камео)

### Телесеріал
- Екірдек Ейле (2002)
- Ekmek Teknesi (2002)
- Інкінці Бахар
- Küçük Hesaplar (2012)
- Osmanlı Tokadı (2013)

## Театр
- Танець сержанта Масгрейва: Джон Арден — Державний театр Анкари — 1979
- Діти Сонця: Максим Горький — Державний театр Анкари — 1978
- Erkek Satı: Fazıl Hayati Çorbacıoğlu — Державний театр Анкари — 1976
- Düşüş: Nahit Sırrı Örik — Державний театр Анкари — 1975
- Suçsuzlar Çağı Suçlular Çağı: Зігфрід Ленц — Державний театр Анкари — 1974
- Державний інспектор: Микола Гоголь — Державний театр Анкари — 1973
- Karaların Memetleri: Cahit Atay — Державний театр Анкари — 1973
- Ögretmen: Тюнсер Кюценоглу — Державний театр Анкари — 1972 рік
- Євхамі: Feraizcizade Mehmet Şakir — Державний театр Анкари — 1972
- Bir Tafsiye Mektubu: Єфрем Кішон — Державний театр Анкари — 1972
- Алаатінін Сіхірлі Ламбасі: Ферді Мертер — Державний театр Анкари — 1972 рік
- Ne Güzel Şey: Ісмет Кюр — Державний театр Анкари — 1971